# Toc, Arad
Toc este un sat în comuna Săvârșin din județul Arad, la limita între regiunile istorice Banat și Crișana, România. Satul Toc este așezat pe valea Tocului. Se învecinează la nord cu Troașul, la mare distanța, însă, la est cu Ilteul, la vest se află Cuiașul, iar la sud Mureșul. În anul 1715, în satul Tok sunt menționați 28 de locuitori iobagi, în 1720, doar 8. Evidența din anul 1909  consemnează 938 de locuitori. Pe la mijlocul secolului XVII a existat o biserică din lemn, la gura pârâului Crucilor, în jurul căreia se afla cimitirul. Biserica  fost consemnată în 1759 cu hramul ”Intrarea în biserică a Maicii Domnului”. În anul 1792 a fost ridicată o altă biserică de lemn, iar în 1906 s-a ridicat biserica din cărămida și piatra cu hramul “Nașterea Sfântului Ioan Botezatorul”.

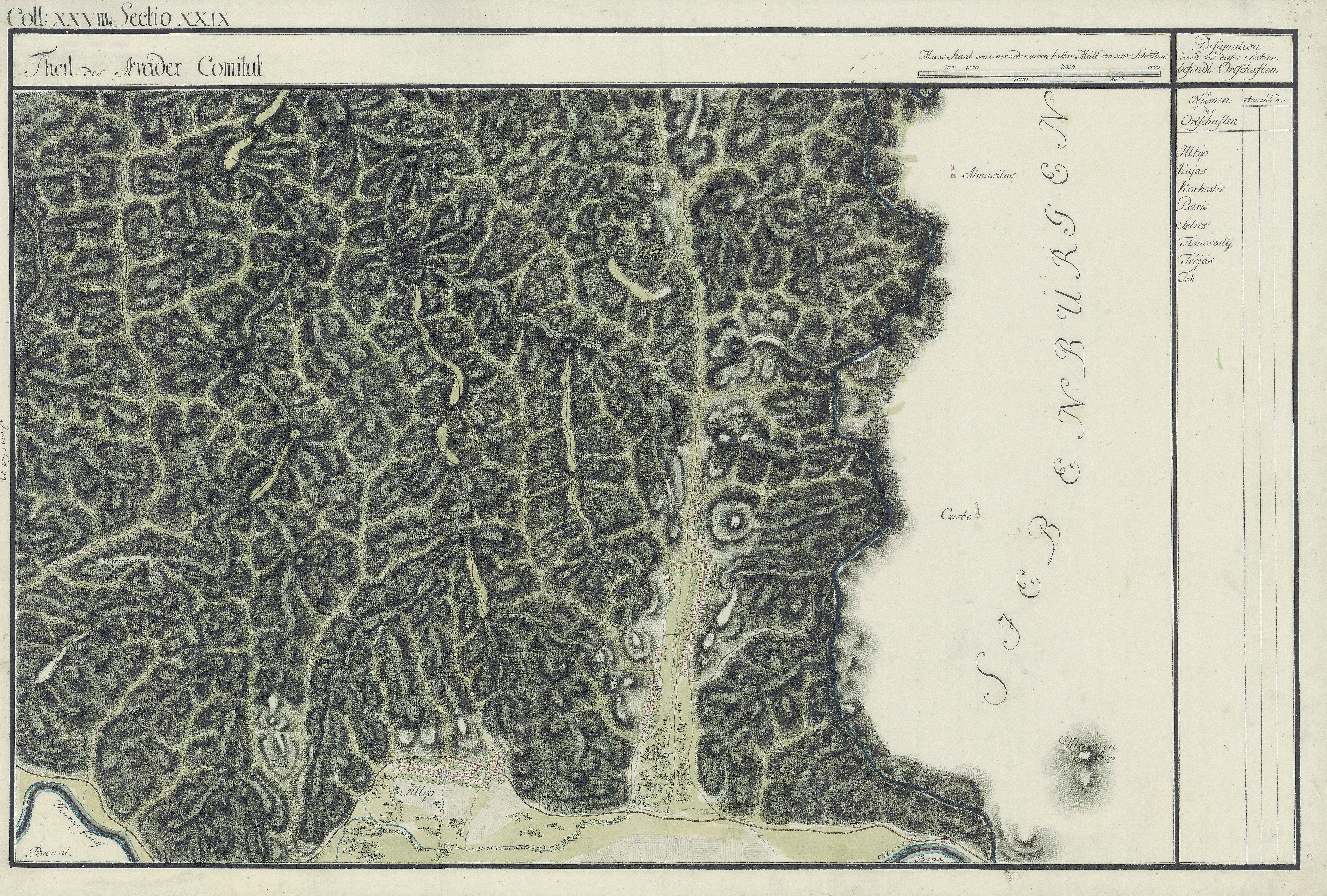
Toc în Harta Iosefină a Comitatului Arad

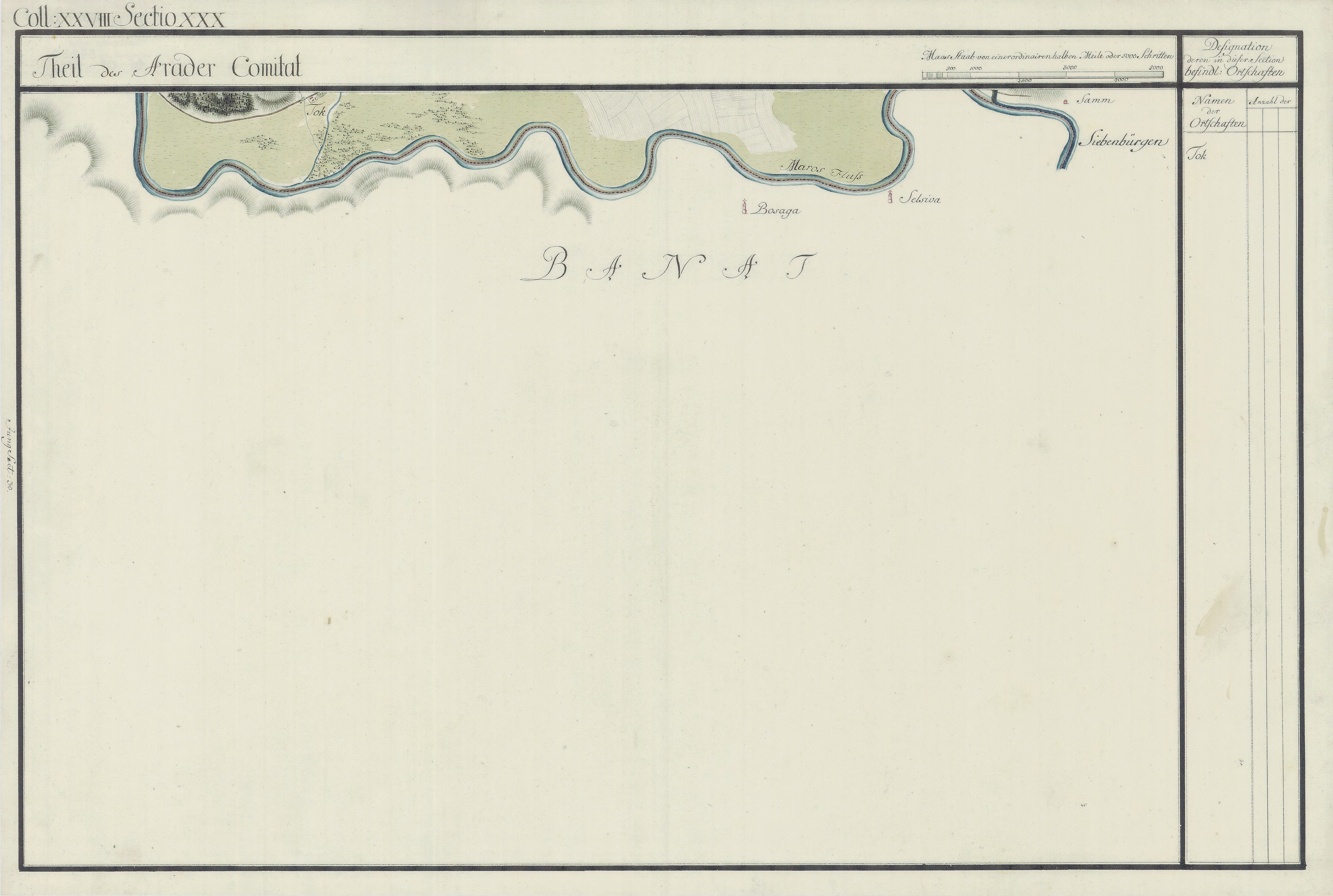

## Personalități
- Procopie Givulescu (1873 - 1946),  deputat în Marea Adunare Națională de la Alba Iulia 1918
- Traian Givulescu (1879 - 1957),  deputat în Marea Adunare Națională de la Alba Iulia 1918